# Maziarnia Strzelecka
Maziarnia Strzelecka – osada leśna w Polsce położona w województwie lubelskim, w powiecie chełmskim, w gminie Białopole.
W latach 1975–1998 miejscowość administracyjnie należała do województwa chełmskiego. 
Osada jest sołectwem w gminie Białopole. Według Narodowego Spisu Powszechnego z roku 2011 osada liczyła 82 mieszkańców i była dwunastą co do liczby ludności miejscowością gminy.

## Szlaki turystyczne
Szlak Tadeusza Kościuszki